# Jim Perry
James Evan Perry (Williamston, Carolina del Norte, 30 de octubre de 1935), más conocido como Jim Perry, es un exjugador profesional estadounidense de béisbol que se desempeñó en la posición de lanzador en las Grandes Ligas de Béisbol (MLB). Logró obtener el Premio Cy Young.

## Carrera
Perry jugó como profesional cinco temporadas en Cleveland Indians (1959-1963), después pasó a Minnesota Twins (1963-1972), luego a Detroit Tigers (1973), posteriormente regresó a Cleveland Indians (1974-1975), y finalmente, se unió a Oakland Athletics, donde jugó una temporada (1975), y fue el equipo en el que se retiró.

## Premios
Fue galardonado con el Premio Cy Young en una oportunidad (1970).